# Коннор Голдсон
Коннор Голдсон (англ. Connor Goldson, нар. 18 грудня 1992, Вулвергемптон) — англійський футболіст, захисник шотландського клубу «Рейнджерс».

## Ігрова кар'єра
Народився 18 грудня 1992 року в місті Вулвергемптон. Вихованець футбольної школи клубу «Шрусбері Таун». Дорослу футбольну кар'єру розпочав 2010 року в основній команді того ж клубу, в якій грав до 2015 року, провівши 106 матчів чемпіонату. Протягом сезону 2013/14 також грав на умовах оренди за «Челтнем Таун».
Своєю грою привернув увагу представників тренерського штабу «Брайтон енд Гоув», до складу якого приєднався 2015 року. Відіграв за клуб з Брайтона наступні три сезони своєї ігрової кар'єри.
13 червня 2018 року уклав чотирирічний контракт з клубом «Рейнджерс» з Глазго, де одразу став основним гравцем. 2021 року Голдсон допоміг «Рейнджерсу» вперше за 10 років виграти чемпіонський титул, завершивши сезон без поразок і набравши рекордні 102 очки. Наступного року він став з командою володарем Кубка Шотландії, а також допоміг команді стати фіналістом Ліги Європи.
30 липня 2024 року Голдсон залишив «Рейнджерс» та приєднався до клубу кіпрського клубу "Аріс"

## Титули і досягнення
- Чемпіон Шотландії (1):

«Рейнджерс»: 2020/21
- Володар Кубка Шотландії (1):

«Рейнджерс»: 2021/22
- Володар Кубка шотландської ліги (1):

«Рейнджерс»: 2023/24